# 10886 Mitsuroohba
10886 Mitsuroohba este un asteroid din centura principală, descoperit pe 10 noiembrie 1996, de Tomimaru Ōkuni.